# Pleasant Valley (Virgínia Ocidental)
Pleasant Valley é uma cidade localizada no estado norte-americano de Virgínia Ocidental, no Condado de Marion.

## Demografia
Segundo o censo norte-americano de 2000, a sua população era de 3124 habitantes.
Em 2006, foi estimada uma população de 3128, um aumento de 4 (0.1%).

## Geografia
De acordo com o United States Census Bureau tem uma área de
8,7 km², dos quais 8,7 km² cobertos por terra e 0,0 km² cobertos por água.

## Localidades na vizinhança
O diagrama seguinte representa as localidades num raio de 12 km ao redor de Pleasant Valley.